# Liste der Biografien/Fat
Liste der Biografien |
Portal Biografien |
Personensuche
# |
A |
B |
C |
D |
E |
F |
G |
H |
I |
J |
K |
L |
M |
N |
O |
P |
Q |
R |
S |
T |
U |
V |
W |
X |
Y |
Z |
?
 
Fa |
Fe |
Ff |
Fh |
Fi |
Fj |
Fk |
Fl |
Fm |
Fn |
Fo |
Fr |
Ft |
Fu |
Fy
 
Faa |
Fab |
Fac |
Fad |
Fae |
Faf |
Fag |
Fah |
Fai |
Faj |
Fak |
Fal |
Fam |
Fan |
Fao |
Fap |
Faq |
Far |
Fas |
Fat |
Fau |
Fav |
Faw |
Fax |
Fay |
Faz
Die Liste der Biografien führt alle Personen auf, die in der deutschsprachigen Wikipedia einen Artikel haben. Dieses ist eine Teilliste mit 156 Einträgen von Personen, deren Namen mit den Buchstaben „Fat“ beginnt.

## Fat
- Fat Joe (* 1970), US-amerikanischer RapperFat Joe (* 1970)

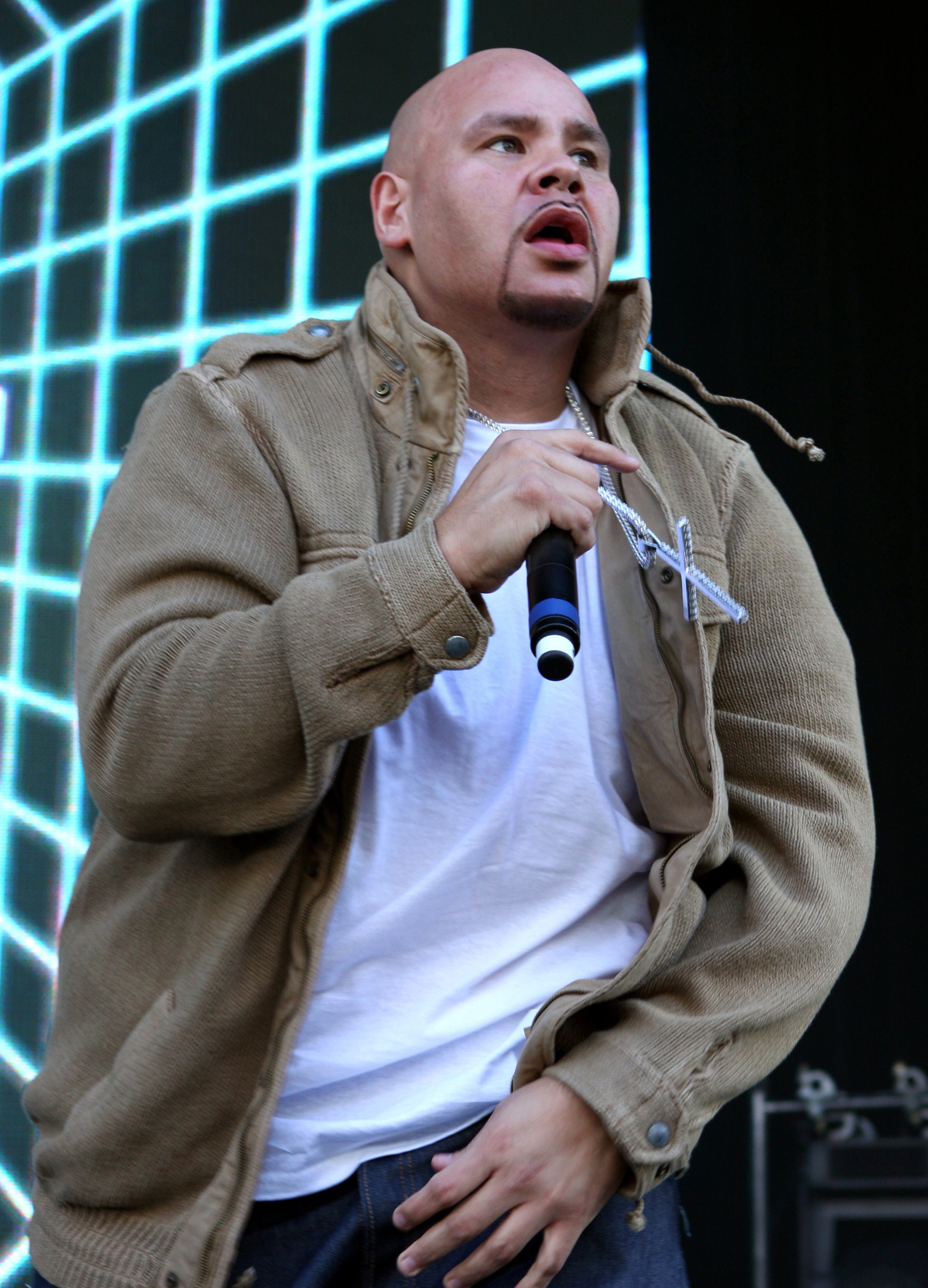
Fat Joe (* 1970)

- Fat Mike (* 1967), US-amerikanischer Musiker und Produzent
- Fat Pat (1970–1998), US-amerikanischer Rapper

### Fata
- Fata, Drew (* 1983), italo-kanadischer Eishockeyspieler
- Fata, Felise (* 2006), amerikanisch-samoanischer Fußballspieler
- Fata, Márta (* 1959), deutsche Historikerin
- Fata, Rico (* 1980), italo-kanadischer Eishockeyspieler
- Fataar, Ricky (* 1952), südafrikanischer Schlagzeuger
- Fatafehi Tuʻipelehake (1922–1999), tongaischer Politiker und Premierminister
- Fatah, Essam Abd el- (* 1965), ägyptischer Fußballschiedsrichter
- Fatah, Sherko (* 1964), deutscher Schriftsteller
- Fatah, Shuan (* 1968), deutscher American-Football-Trainer und -Spieler
- Fatahillah, Abdullah (* 1984), indonesischer Bahn- und Straßenradrennfahrer
- Fatai, Kehinde (* 1990), nigerianischer Fußballspieler
- Fataki Alueke, Augustin (1912–1999), kongolesischer Geistlicher, römisch-katholischer Erzbischof von Kisangani
- Fatal (* 1990), deutscher Rapper mit bosnischen Wurzeln
- Fatal, Hussein (1973–2015), US-amerikanischer Rapper
- Fatalibekowa, Jelena Abramowna (* 1947), russische Schachspielerin
- Fətəliyeva, Ülviyyə (* 1996), aserbaidschanische Schachspielerin
- Fatar, Noah (* 2002), französisch-marokkanischer Fußballspieler
- Fatau, Mohammed (* 1992), ghanaischer Fußballspieler

### Fatb
- Fatboy Slim (* 1963), britischer MusikerFatboy Slim (* 1963)

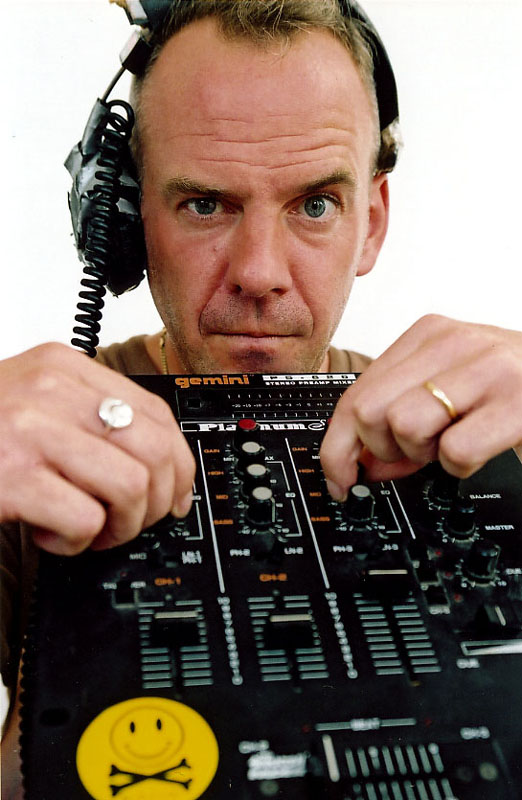
Fatboy Slim (* 1963)

### Fate
- Fate Bealmear, Robert (* 1935), US-amerikanischer Schriftsteller und Spezialeffektkünstler
- Fateh, Omar (* 1990), US-amerikanischer Politiker der Minnesota Democratic-Farmer-Labor Party
- Fateh, Sheikh († 2010), ägyptischer Terrorist
- Fateh-Moghadam, Bijan (* 1970), deutscher Jurist
- Fatehi, Ahmed (* 1993), katarisch-ägyptischer Fußballspieler
- Fatehsinghrao II. Gaekwad (1930–1988), indischer Herrscher und Politiker
- Fatemeh, Nazanin (* 2005), iranische Sprinterin
- Fatemi, Afschin (* 1972), deutscher Dermatologe und Phlebologe
- Fater, 1. Abt des Benediktinerstiftes Kremsmünster
- Fateyeva, Asya (* 1990), deutsche, klassische Saxophonistin ukrainischer Abstammung

### Fatf
- Fatfat, Ahmad (* 1953), libanesischer Innenminister

### Fath
- Fath Ali Schah († 1834), persischer KönigFath Ali Schah († 1834)

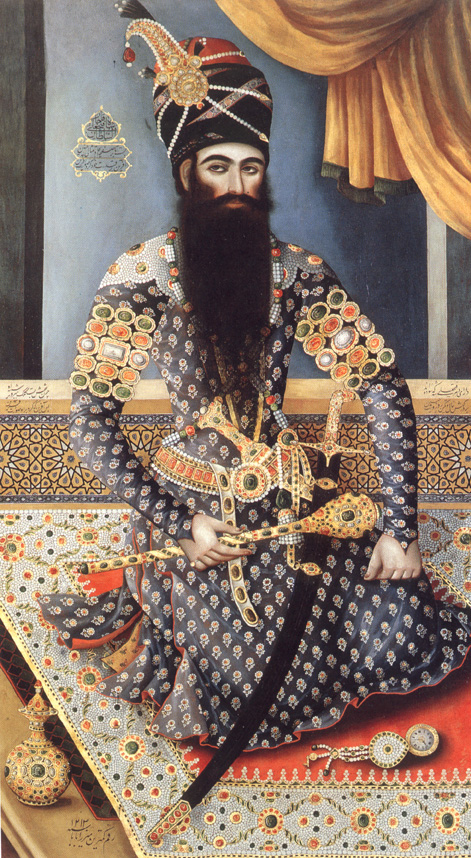
Fath Ali Schah († 1834)

- Fath, Andreas (* 1965), deutscher Chemiker und Hochschullehrer
- Fath, Heinrich (1863–1929), österreichischer General der Infanterie im Ersten Weltkrieg
- Fath, Helmut (1929–1993), deutscher Motorradrennfahrer und -konstrukteur
- Fath, Jacques (1912–1954), französischer Modeschöpfer
- Fath, Josef (1911–1985), deutscher Fußballspieler
- Fath, Manfred (* 1938), deutscher Kunsthistoriker und Museumsleiter
- Fäth, Stefan (* 1993), deutscher Koch
- Fäth, Steffen (* 1990), deutscher Handballspieler
- Fathalla, Aly Amr (* 1981), ägyptischer Trancemusiker und Labelbetreiber
- Fäthe, Reinhard (1902–1978), deutscher Politiker (NSDAP), MdR, MdL
- Fathers, Daniel (* 1966), britischer Schauspieler
- Fathi, Albert (* 1951), französisch-ägyptischer Mathematiker
- Fathi, Karim (* 1979), deutscher Forscher, Dozent, Berater und Autor
- Fathi, Karim Ali (* 1993), ägyptischer Squashspieler
- Fathi, Malik (* 1983), deutscher Fußballspieler und -trainer
- Fathi, Shayan (* 1985), österreichischer Perkussionist (Weltmusik, Jazz)
- Fäthke, Bernd (* 1941), deutscher Kunsthistoriker
- Fathmann, Bernard (* 1948), deutscher Diplom-Pädagoge und niederdeutscher Autor
- Fathollah-Nejad, Ali (* 1981), deutsch-iranischer Politikwissenschaftler und Publizist
- Fathoullin, Alexander (* 1995), kanadischer Shorttracker
- Fathwinter (1906–1974), deutscher Künstler
- Fathy, Ahmed (* 1984), ägyptischer Fußballspieler
- Fathy, Hassan (1900–1989), ägyptischer Architekt

### Fati
- Fati, Ansu (* 2002), spanisch-guinea-bissauischer FußballspielerAnsu Fati (* 2002)

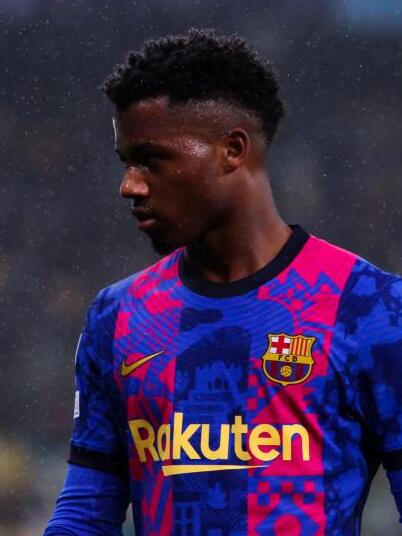
Ansu Fati (* 2002)

- Fatić, Ivan (* 1988), montenegrinischer Fußballspieler
- Fatić, Nerman (* 1994), bosnischer Tennisspieler
- Faticanti, Giacomo (* 2004), italienischer Fußballspieler
- Fatico, Carmine (1910–1991), US-amerikanischer Krimineller und Mafioso
- Fatien, Laïka (* 1968), französische Jazzsängerin und Schauspielerin
- Fatigati, Giuseppe (1906–1975), italienischer Filmproduzent, Filmeditor und Filmregisseur
- Fatihi, Fouzia (* 1970), marokkanische Kugelstoßerin
- Fatihou, Chaehoi (* 1971), komorischer Gewichtheber
- Fatik, Dichterin und Sängersklavin
- Fatil, Mohammed Al (* 1992), saudi-arabischer Fußballspieler
- Fāṭima bint al-Faṭh ibn Chāqān († 890), Ehefrau
- Fatima bint Harun al-Raschid, Prinzessin der Abbasiden-Dynastie
- Fātima bint Hizam al-Kilabiyya, Frau von ʿAlī ibn Abī Tālib
- Fātima bint Muhammad (606–632), Tochter des Propheten MohammedFātima bint Muhammad (606–632)

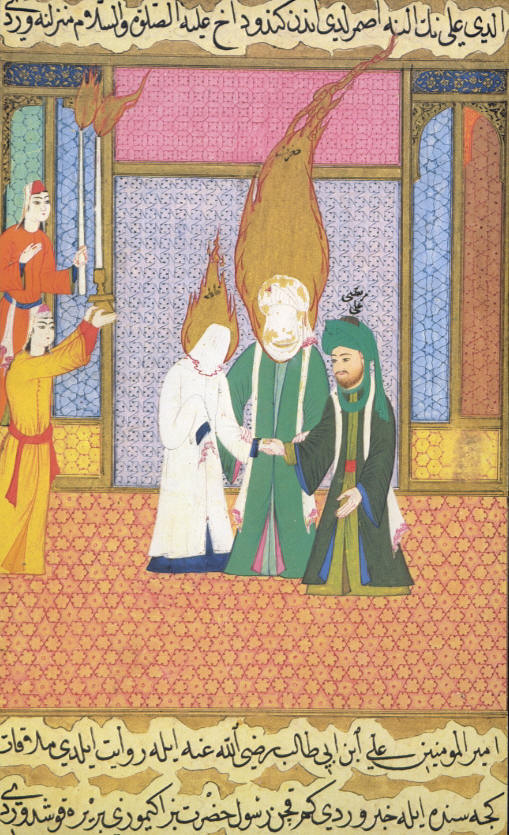
Fātima bint Muhammad (606–632)

- Fatima bint Muhammad al-Taimi, Ehefrau
- Fātima bint Mūsā (790–817), Tochter des 7. Imam
- Fatima bint Saʿd al-Chair (* 1130), muslimische Hadith-Gelehrtin
- Fatima el-Sharif (1911–2009), libysche Königin (1951–1969)
- Fatima Soudi bint Abderremane († 1878), Sultanin von Mohéli
- Fátima, Abel dos Santos, osttimoresischer Beamter
- Fátima, João Francisco de (1969–2020), osttimoresischer Marineoffizier
- Fátima, Maria de (* 1956), portugiesische Jazzsängerin
- Fátima, Maria de (* 1961), portugiesische Fadosängerin
- Fatimah Hashim (1924–2010), malaysische Politikerin, erste Ministerin Malaysias
- Fatiman, Cécile, Mambo, eine haitianische Voodoo-Priesterin
- Fatinikun, T. J. (* 1991), US-amerikanischer American-Football- und Arena-Football-Spieler
- Fatio de Duillier, Nicolas (1664–1753), Schweizer Mathematiker
- Fatio, Johannes (1649–1691), Arzt, Oppositioneller
- Fatio, Louise (1906–1993), schweizerisch-amerikanische Kinderbuchautorin
- Fatio, Pierre (1662–1707), Schweizer Jurist
- Fatio, Victor (1838–1906), Schweizer Zoologe

### Fatk
- Fatka, Jan (* 1955), tschechischer Ordensgeistlicher
- Fätkenheuer, Gerd (* 1955), deutscher Mediziner
- Fatkič, Kenan (* 1997), slowenischer Fußballspieler
- Fatkulin, Kamil (* 1957), sowjetischer Ringer
- Fatkulina, Olga Alexandrowna (* 1990), russische Eisschnellläuferin
- Fatkullin, Ildar Rajiljewitsch (* 1982), russischer Skispringer
- Fatkullin, Robert Railewitsch (* 1987), russischer Skispringer

### Fatl
- Fatland, Erika (* 1983), norwegische Schriftstellerin und Sozialanthropologin

### Fatm
- Fatm, Sklavin
- Fatma Begum, indische Schauspielerin und Regisseurin
- Fatma Sultan († 1670), osmanische Prinzessin
- Fatmawati (1923–1980), indonesische Nationalheldin, Ehefrau von Sukarno, dem ersten Präsidenten von Indonesien
- Fatmi, Mounir (* 1970), marokkanischer Künstler

### Fato
- Faton, Azonhon (1957–2008), nigrischer Regisseur, Dramatiker und Schauspieler
- Fatone, Joey (* 1977), italienisch-US-amerikanischer Sänger
- Fatoni (* 1984), deutscher Rapper und SchauspielerFatoni (* 1984)

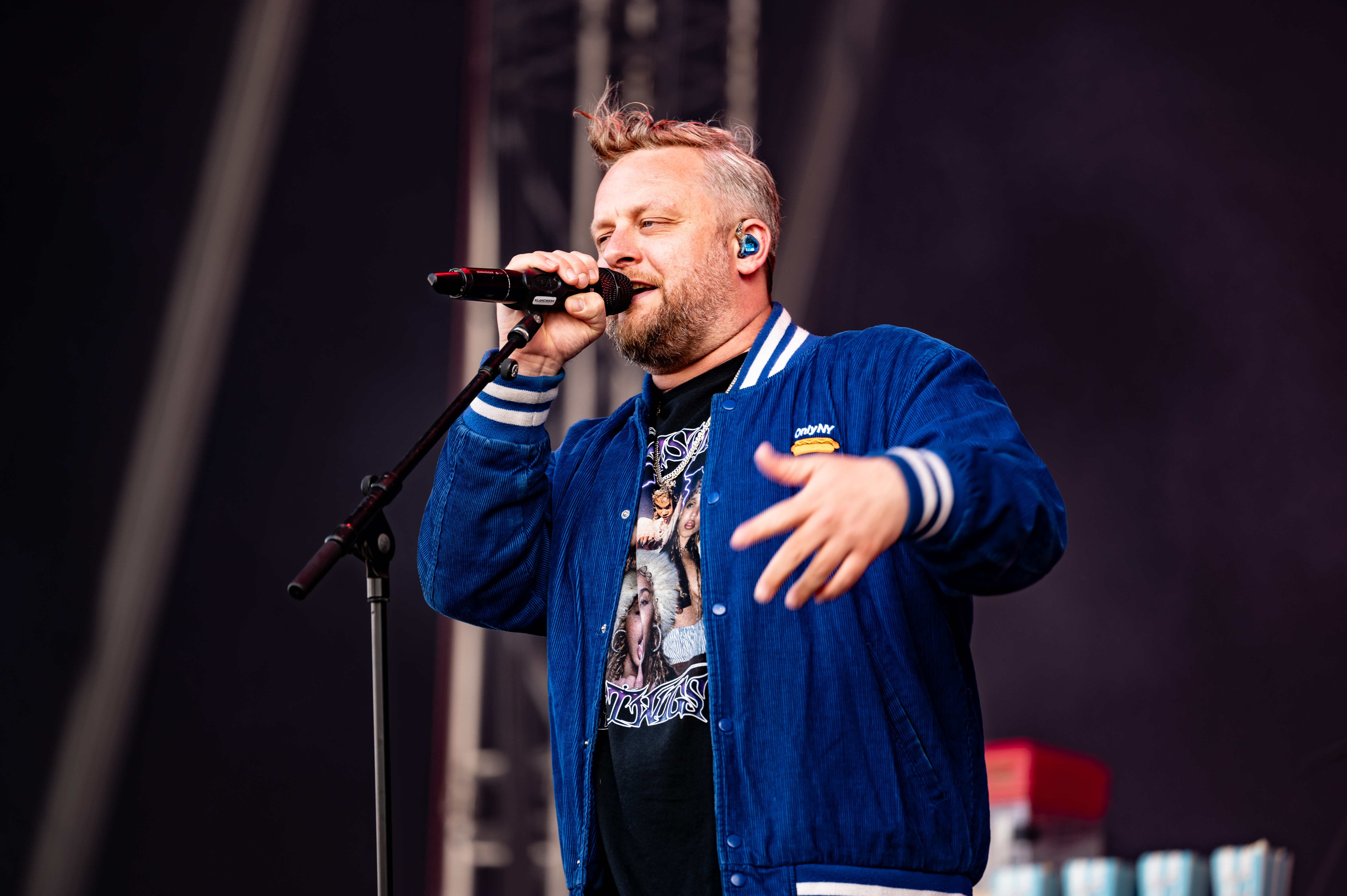
Fatoni (* 1984)

- Fatool, Nick (1915–2000), US-amerikanischer Jazz-Schlagzeuger des Swing und des Dixieland Jazz
- Fator, Terry (* 1965), US-amerikanischer Bauchredner
- Fatou, Pierre (1878–1929), französischer Mathematiker
- Fatoukouma, Kourouma (* 1984), nigrischer Fußballspieler
- Fatouros, Agathonikos (1937–2024), griechischer Metropolit
- Fatouros, Georgios (1927–2018), griechischer Byzantinist
- Fatović, Loren (* 1996), kroatischer Wasserballspieler

### Fatt
- Fattaah, Abdul (* 1982), Militär, Geschäftsmann und Prinz von Brunei
- Fattachetdinowa, Gulnara (* 1982), russische Tennisspielerin
- Fattachow, Lenar Rawilewitsch (* 2003), russischer Fußballspieler
- Fattah, Chaka (* 1956), US-amerikanischer Politiker
- Fattah, Israa Abdel (* 1981), ägyptische Aktivistin
- Fattah, Mohamed Abdel (* 1976), ägyptischer Straßenradrennfahrer
- Fattahi, Sara (* 1983), syrisch-österreichische Filmemacherin
- Fattahian, Ehsan (1981–2009), kurdischer Aktivist
- Fattal, Imad (* 1982), schweizerischer Basketballfunktionär und -spieler
- Fattal, Isidore (1886–1961), syrischer Erzbischof
- Fattal, Michel (* 1954), französischer Philosoph und Autor
- Fattal, Rachel (* 1993), US-amerikanische Wasserballspielerin
- Fattal, Simone (* 1942), syrische Künstlerin
- Fattar, Anas (* 1987), marokkanischer Tennisspieler
- Fattas, Georgios (* 1985), zypriotischer Mountainbiker und Straßenradrennfahrer
- Fattelal, Sheikh (1897–1964), indischer Kameramann, Filmregisseur, Szenenbildner und Filmproduzent
- Fattet, Lukas (1692–1751), Basler Seidenbandfabrikant und Pietist
- Fattinanti, Prospero Centurione († 1581), italienischer Politiker und 70. Doge der Republik Genua
- Fattini, Ramona (* 1989), Schweizer Schauspielerin
- Fatton, Jacques (1925–2011), Schweizer FussballspielerJacques Fatton (1925–2011)

Jacques Fatton (1925–2011)

- Fattor, Pompeo (1933–2009), italienischer Skilangläufer
- Fattori, Alessandro (* 1973), italienischer Skirennläufer
- Fattori, Bruno (1891–1985), italienischer Schriftsteller
- Fattori, Giovanni (1825–1908), italienischer Maler
- Fattori, Osvaldo (1922–2017), italienischer Fußballspieler und -trainer
- Fattorini, Emma (* 1952), italienische Historikerin
- Fattorini, Gabriele, italienischer Komponist
- Fattoruso, Osvaldo (1948–2012), uruguayischer Komponist, Schlagzeuger und Perkussionist
- Fattorusso, Luke, US-amerikanischer Schauspieler
- Fattuh, Rauhi (* 1949), palästinensischer Interimspräsident der Palästinensischen Autonomiebehörde
- Fatty, Bambo, gambischer Leichtathlet
- Fatty, Mai, gambischer Politiker

### Fatu
- Fătu, Florea (1924–1995), rumänischer Fußballspieler
- Fatukasi, Folorunso (* 1995), US-amerikanischer American-Football-Spieler
- Fatule, Carlos Alfredo (* 1961), dominikanischer Sänger, Schauspieler und Entertainer
- Fatule, Techy (* 1987), dominikanische Sängerin, Komponistin und Schauspielerin
- Fətullayev, Rövşən (* 1987), aserbaidschanischer Gewichtheber
- Fatulová, Simona (* 1995), slowakische Fußballspielerin
- Fatunsin, Anthonia, nigerianische Archäologin
- Fatusi, Teslim (* 1977), nigerianischer Fußballspieler

### Faty
- Faty, Jacques (* 1984), senegalesisch-kap-verdisch-französischer Fußballspieler
- Faty, Ricardo (* 1986), französischer Fußballspieler

### Fatz
- Fatzer, Gerhard (* 1951), Schweizer Psychologe und Pionier der Organisationsentwicklung im deutschsprachigen Raum
- Fatzinek, Thomas (* 1965), österreichischer Comiczeichner und Illustrator